# أدهم بارزاني
أدهم عثمان أحمد بارزاني هو سياسي عراقي، ولد في 16 أبريل 1962. كان حزبياً في الحزب الديمقراطي الكردستاني.

## حياته
ولد في 16 أبريل 1962، لعثمان بارزاني، ابن أحمد بارزاني. بدأ حياته السياسية في تأسيس حزب الله الثوري الكردي في عام 1988. مثل الأحزاب الكردية العراقية الأخرى، تلقت المجموعة أموالا من إيران ضد صدام حسين. تم حل حزب الله الثوري الكردي في عام 2004، وبعد ذلك انضم أدهم بارزاني إلى الحزب الديمقراطي الكردستاني مع بقية أقاربه.في عام 2011، بدأت التوترات بينه وبين الحزب الديمقراطي الكردستاني بعد أن ادعى أن مسعود بارزاني بحاجة إلى إصلاح إذا أراد الحفاظ على مصداقيته.في عام 2014، غادر الحزب الديمقراطي الكردستاني واستقال من جميع مناصبه الحكومية.في مارس 2015، أعرب عن رغبته في إنشاء حركة سياسية جديدة بعد انتقاد مسعود بارزاني والحزب الديمقراطي الكردستاني.انتقد العلاقات الوثيقة بين الحزب الديمقراطي الكردستاني وتركيا، وعارض الوجود التركي في كردستان العراق.وكثيرا ما دعا الحزب الديمقراطي الكردستاني إلى إطلاق سراح النشطاء والصحفيين المحتجزين في إقليم كردستان.وفي إشارة إلى التدخل التركي في كردستان العراق، ذكر أنه "كلما احتلت تركيا قطعة من الأرض، فإنها لم تنسحب منها أبدا"، وطالب تركيا بالحفاظ على صراعها مع حزب العمال الكردستاني داخل الحدود التركية.في مايو 2021، أرسل رسالة إلى قيادة حماس، أعرب فيها عن دعمه لهم ضد إسرائيل.
كان لديه علاقات مع حسين ولي أوغلو، وفي عام 1999 استضاف ولي أوغلو في مدينة سوران، العراق، للتدريب. في يونيو 2019، زاره إسحاق ساغلام من حزب الدعوة الحرة.
منعته السلطات الكردية في نهاية المطاف من دخول أربيل. في يوليو 2024، أصدرت مديرية أمن أربيل التابعة لحكومة الحزب الديمقراطي الكردستاني مذكرة اعتقال بحق أدهم بارزاني.